# Cieciorka (Litwa)
Cieciorka (lit. Tetervinai) – wieś na Litwie, w rejonie solecznickim, 4 km na północny wschód od Podborza, zamieszkana przez 9 ludzi. Przed II wojną światową w Polsce, w powiecie lidzkim województwa nowogródzkiego.